# Huttonita
La huttonita es un mineral de la clase de los nesosilicatos, y dentro de esta pertenece al llamado «grupo de la monacita». Fue descubierta en 1950 en la mina Gillespie Beach, en West Coast (Nueva Zelanda), siendo nombrada así en honor del mineralólogo Colin Osborne Hutton.

## Características químicas
Es un silicato anhidro de torio, muy radiactivo, que cristaliza en el sistema monoclínico, sien un mineral dimorfo con la torita, de igual composición química, pero esta última cristaliza en el sistema tetragonal.
Puede formar serie de solución sólida con los distintos minerales de la monacita, en las que la sustitución gradual del torio por otros elementos tierras raras va dando los distintos minerales de la serie.
Además de los elementos de su fórmula, suele llevar como impurezas: uranio, hierro, manganeso, calcio, flúor e hidroxilo.

## Formación y yacimientos
Mineral de muy rara aparición, solo encontrado en minas de Nueva Zelanda y Polonia. Suele aparecer asociado a otros minerales como: scheelita, casiterita con titanio, uranotorita, ilmenita, oro nativo, cheralita, thorogummita o ningyoíta con torio.

## Usos
Extraída como mena del estratégico elemento torio.